# Padre Bernardo
Padre Bernardo é um município brasileiro do estado de Goiás. Localizado na Microrregião do Entorno do Distrito Federal e na Mesorregião do Leste Goiano. Sua população estimada em 2022 é de 34.967 habitantes.

## História
A ocupação do território municipal de Padre Bernardo teve início no século passado com o estabelecimento das primeiras fazendas de criação de gado às margens do Rio Maranhão e seus tributários mais importantes, onde se localizam pastagens de boa qualidade.
Com o decorrer dos anos surgiram outros fatores responsáveis pelo crescimento do povoado econômico demográfico da região. Ao aumento natural dos rebanhos associava-se, de modo paralelo e consequente, a ocorrência de picadas, que levaram ao surgimento das pousadas dos vaqueiros, a caminho de Niquelândia e das famílias que desciam do Nordeste para a região Centro-Sul.
A função religiosa foi, sem dúvida, a mais importante na instalação e no crescimento do povoado, pois a partir de 1933, romeiros provenientes da região do Vão dos Angicos, no Município de Luziânia, se dirigiam todos os anos, durante o mês de julho para rezarem na capela do Divino, erguida por fazendeiros locais, com o surgimento de algumas casas em volta da capela, os fazendeiros começaram a lotear partes do vale, com o objetivo uma cidade.

Em 1951, foi fundado o Arraial com o nome de Barro Alto do vão dos Angicos e, para a formação do Patrimônio, os Senhores Januário de Amorim e Valentim José Cabral, doaram doze alqueires de terra ao Santo Padroeiro. Ainda na condição de povoado, a localidade passou a denominar-se Padre Bernardo, em homenagem ao vigário que percorria as fazendas locais, celebrando batizados e casamentos, enfatizando cada vez mais a função da cura.

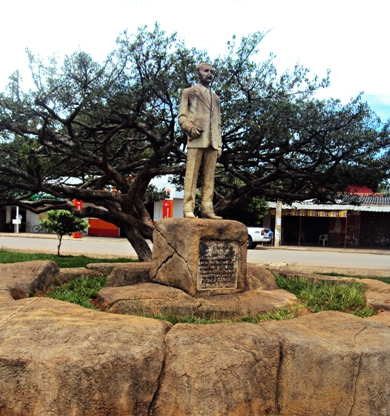
Monumento em Homenagem ao Fundador de Padre Bernardo, Professor Jose Monteiro Lima, na Praça Central.

A partir de 1957 a expansão do núcleo urbano se deve ao Senhor José Monteiro Lima (primeiro professor da região e vereador de Luziânia, representando a região tornar-se outro município) que dividiu sua fazenda em sítios e lotes, doando às famílias sem recursos e vendendo aos que desejassem se fixar na região.
Graças à fertilidade de suas terras, o distrito foi tomando grande impulso. Em 1963, o Projeto de autoria do Deputado Olinto Meireles foi aprovado, e através da Lei Estadual nº 4797, no entanto só em 1964 Padre Bernardo foi elevado à categoria de município, constituindo-se termo judiciário da Comarca de Luziânia.
Mais recentemente, através de um plebiscito realizado em março de 1980 e homologado pelo Diário oficial do Estado em maio do mesmo ano, foi incorporado à configuração geográfica local o Distrito de Mimoso, que anteriormente pertencia à Niquelândia.
Um maior dinamismo ocorrido no município deu-se ao avanço das fronteiras agrícolas para o Centro-Oeste e mais precisamente à construção de Brasília, dado ao seu favorável posicionamento geográfico em relação do Distrito Federal.
No período atual, em decorrência da expansão verificada agravaram-se os problemas relacionados com a prestação do serviços, notadamente educação e saúde, e com a infra-estrutura de apoio aos setores produtivos, estabelecendo uma relação muito forte de dependência do Distrito Federal. Por gentílico temos padre-bernardense.
Pela Lei Municipal nº 132, de 6 de março de 1958, é criado o Distrito com a denominação de Padre Bernardo, subordinado ao município de Luziânia. Através da Lei nº 4.797 de 7 de dezembro de 1963, é elevado à categoria de município com a mesma denominação, desmembrando-se de Luziânia. Pela Lei Estadual nº 8.004, de 26 de novembro de 1975 e, ratificado pela Lei Estadual nº 8.111, de 1405-1976, Padre Bernardo adquiriu do município de Niquelândia o distrito de Mimoso. Em divisão territorial datada de 1 de janeiro de 1979, o município é constituído de 2 distritos: Padre Bernardo e Mimoso. Pela Lei Estadual nº 10.405, de 30 de dezembro de 1987, o distrito de Mimoso é desmembrado do município de Padre Bernardo e é elevado à categoria de município com a denominação de Mimoso de Goiás.

## Economia
A pecuária movimenta a economia de Padre Bernardo, participando da arrecadação com 32,31%. Na agricultura, o forte são o cultivo de soja e milho.
O comércio local, como restaurantes, bares, lojas de roupas e calçados, bancos, supermercados, entre outros, é pequeno e atende às necessidades básicas da população.
As indústrias que merecem destaque na região são as de cerâmica, os laticínios e as confecções.

## Geografia
Hidrografia
- Rio Maranhão, Rio Angico, Rio Verde.

## Eventos e Festas
Janeiro
- Folia de Reis - 6
- Folia São Sebastião - 20

Fevereiro
- Carnaval de rua

Maio
- Festa do Divino - 9 a 19
- Aniversário da Cidade - 9

Julho
- Festa de Nossa Senhora do Carmo, padroeira de Padre Bernardo

Agosto
- Dia do evangélico - 31
- Aroeira - Largada Rumo ao Muquém

## Cultura
A tradição da festa de que deu origem à cidade consegue reunir ainda hoje milhares de pessoas em louvor ao Divino Espírito Santo. A capela, construída em devoção à figura religiosa, em terreno doado por Rosa Fernandes Cabral, é palco da movimentação de fiéis que participam de missas, folias e atividades culturais.
As festividades duram nove dias, com encerramento na comemoração de pentecostes.
Padre Bernardo possui peculiaridades e características determinantes da origem de seu povo, isto é, há miscigenação cultural entre mineiros, nordestinos, remanescentes de outras partes do país e do próprio estado de Goiás.

## Subdivisões
Pertencem ao município, os distritos:
- Entre Rios
- Mariápolis
- Monte Alto
- Taboquinha
- Trajanópolis
- Vendinha
- Ouro Verde
- Boa Vista

## Bairros
- Jardim das Acácias
- Setor Bela Vista
- Setor Central
- Setor Divinópolis
- Setor Leste
- Setor Oeste
- Setor Sul
- Vila Canaã
- Vila Maria
- Vila 9 de maio
- Vila Novos Rumos
- Entre outros.